# Ilie Boložan
Ilie Gavril Boložan (romunsko: Ilie Gavril Bolojan), romunski politik; * 17. marec 1969, Vadu Crișului.
Boložan je romunski politik. Dvanajst let je bil župan mesta Oradea in predsednik sveta okrožja Bihor. 
Po porazu Nacionalne liberalne stranke v prvem krogu kasneje razveljavljenih romunskih predsedniških volitev leta 2024 in kasnejšem odstopu Nicolaeja Ciucăa je Bolojan postal vršilec dolžnosti predsednika stranke in bil izvoljen za predsednika romunskega senata.
12. februarja 2025 je po odstopu Klausa Iohannisa postal vršilec dolžnosti predsednika Romunije, funkcijo je opravljal do 26. maja 2025. 23. junija istega leta je postal romunski predsednik vlade.

## Mladost in kariera
Ilie Boložan je končal višjo šolo za matematiko in fiziko Emanuil Gojdu v Oradei in študiral mehaniko (1988–93) na Politehničnem inštitutu Traian Vuia v Temišvaru ter matematiko (1990–93) na Zahodni univerzi v Temišvaru. Leta 1993 je postal član Nacionalne liberalne stranke (PNL). V letih 1993–94 je bil učitelj na pomožni šoli Tileagd.
Med letoma 1996 in 2004 je bil Ilie Bolojan lokalni svetnik mesta Aleșd, od leta 2004 pa član sveta okrožja Bihor. V letih 2005 in 2006 je bil na specializaciji iz javne uprave v Franciji in na Nacionalnem inštitutu za upravo v Bukarešti.
V obdobju 2005–07 je bil komisar (prefekt) županije Bihor, v obdobju med letoma 2007 in 2008 pa je opravljal funkcijo generalnega sekretarja vlade.
Z visokim komunističnim politikom in diplomatom Victorjem Bolojanom ni v sorodu.

## Politična kariera
Leta 2008 je bil Boložan s 50,3 odstotka glasov izvoljen za župana občine Oradea in tako postal prvi župan mesta, izvoljen v prvem krogu po letu 1989. Začel je program upravnih in gospodarskih reform, posodobil infrastrukturo, obnovil zgodovinsko središče in privabil investitorje, s čimer je Oradea postala privlačnejša z gospodarskega in turističnega vidika. V letih 2012 in 2016 je bil Bolojan ponovno izvoljen za župana, leta 2016 pa je zbral 70,95 odstotka glasov.
Leta 2020 je bil z 61,5 odstotka glasov izvoljen za predsednika županijskega sveta Bihor. Nadaljeval je s spodbujanjem infrastrukturnega razvoja in projektov privabljanja naložb v županijo, izboljšanjem javnih storitev ter ustvarjanjem učinkovitejšega in preglednejšega upravnega sistema.

Po parlamentarnih volitvah decembra 2024 je Bolojan postal član romunskega senata, 23. decembra 2024 pa je bil izvoljen za predsednika parlamenta.
Po odstopu Klausa Iohannisa 12. februarja 2025 je Bolojan v skladu z zakoni o predsedniškem nasledstvu postal vršilec dolžnosti predsednika.
Po izvolitvi novega predsdednika Romunije konec maja je bil 23. junija 2025 imenovan za romunskega premierja.